# 鈴木清秀
鈴木 清秀（すずき せいしゅう、1894年2月25日 - 1974年11月18日）は、日本の鉄道官僚。帝都高速度交通営団総裁を務めた。

## 経歴
埼玉県浦和町（現在のさいたま市）出身。開成中学校、第一高等学校を経て、1919年に東京帝国大学法学部を卒業し、同年に鉄道院に入庁、高等試験にも合格した。
1925年から2年間在外研究員として欧米に出張、帰国後は1932年から運輸局旅客課長、官房文書課長、大阪鉄道局長を歴任する。1937年に監督局長に就任し、陸上交通事業調整法の制定とこれに基づく各地域の交通調整に取り組んだ。1940年から1年間運輸次官を務め、日本通運の副社長も務めた。
1946年から1961年までに帝都高速度交通営団総裁を務め、戦後の復興と丸ノ内線などの新線建設に尽力した。丸ノ内線開業時に導入された300形電車の赤い車体色は、鈴木が運転部・車両部分掌理事の東義胤とともに海外を視察した際、飛行機内で購入したイギリス製のタバコ缶の色に惹かれて決めたとされる。
著書に『交通調整の実際』がある。
1974年11月18日、心筋梗塞のために死去。80歳没。墓所は文京区十方寺。